# Gellén István
Gellén István (Budapest, 1912. április 18. – Észak-Erdély, 1944. augusztus 26.) orvos.

## Élete
Gellén Zsigmond (1881–1944) és Lichtenstein Kornélia fiaként született zsidó családban. Középiskolai tanulmányait 1922 és 1930 között a Budapesti V. kerületi Magyar Királyi Állami Bolyai Főreáliskolában végezte, majd Párizsban és Bolognában szerzett orvosi képesítést.
1938-ban hazatért, és a Szent István Kórházban kezdte meg működését. A második világháború idején behívták munkaszolgálatra, azonban átszökött a szovjet csapatokhoz, és partizánként harcolt. 1944-ben felvették a Magyarországra induló, Dékán István ejtőernyős által vezetett partizáncsoportba. 1944. augusztus 20-án indult útnak egy tizennégy tagú partizáncsoporttal bevetésre a kijevi repülőtérről. Ejtőernyővel szálltak le Észak-Erdélyben, hogy segítséget nyújtsanak a közeledő szovjet seregeknek, azonban többen elvétették a célt, és landoláskor súlyosan megsérültek. Két társával együtt elfogták és Nagybányára vitték. A kegyetlen bántalmazás következtében mindhárman meghaltak.
Felesége Varga Katalin volt.